# Akropolis (divadlo)
Akropolis (divadlo) byl divadelní prostor v Paláci Akropolis v Praze na Žižkově, na rohu ulic Kubelíkovy a Víta Nejedlého (čp. 1548), ve kterém bylo v letech 1927 až 1940 provozováno divadlo postupně pod vedením několika divadelních podnikatelů.

## Vznik divadla a jeho etapy

### 1927–1935
Architekt Rudolf V. Svoboda nechal postavit ve dvoře suterénní budovu se sálem a jevištěm. Nepodařilo se mu však získat pro tuto scénu Vlastu Buriana, o němž uvažoval, že by zde mohl zřídit pobočnou scénu svého divadla.
Provoz divadla zahájil Prokop Laichter Mahenovou Uličkou odvahy v únoru 1928. Dramaturgem a režisérem byl Jaroslav Tumlíř, v souboru vystupoval např. také Václav Trégl Pro nezájem diváků však Laichter divadlo brzy opustil.
O obnovení chodu divadla se ještě v sezóně 1927/1928 pokusil ředitel Rudolf Linc uvedením Offenbachova Orfea v podsvětí, avšak také neuspěl.
Na podzim 1928 se divadla ujal Karel Třešňák, bývalý herec Švandova divadla. K. Třešňák se pokusil angažovat kvalitní herce a rozvinout činoherní repertoár orientovaný na lidové publikum. Hvězdou souboru se stala Laura Želenská, rovněž Třešňák hrál a režíroval. Dále byli v souboru Rudolf Böhm-Hrušínský (v letech 1929–1933), Vojta Záhořík, Rudolf Deyl ml., Viktor Očásek, Hermína Vojtová, Rudolf Princ, Majva Červená, Antonín Zacpal, Běla Tringlerová, Ludvík Letenský, Bedřich Bozděch. Hostoval zde Josef Beyvl.
Později přeorientoval divadlo na operetu. V divadle vystupovala také subreta Hana Zieglerová. Třešňák udržel divadlo do roku 1935, kdy po finančních problémech odešel sám do Uranie.

### 1935–1940
Další pokus o oživení divadla provedl Břetislav Hrska (psáno též Hrstka), který převzal i část Třešňákova souboru. V soboru byli angažováni také mj. Rudolf Hrušínský, Jarmila Májová, Marie Halová a Zita Kabátová. Divadlo uvádělo zpěvohry, činohru a lidové operety. V divadle vystupoval také Valentin Šindler jako Stréček Křópal z Břochovan. Hrska však z finančních důvodů skončil v roce 1938.
V období podzim 1938 – jaro 1939 se divadla ujal Josef Alois Šnajberk. Převzal část Hrskova souboru a doplnil jej mj. o Ninu Balcarovou, J. Jírů, Josefa Polmana a další. K režii pozval např. bývalého režiséra ND Milana Svobodu. Divadlo uvádělo činohru i zpěvohru. Po Šnajberkovi vedl chvíli divadlo J. Polman.
V listopadu 1939 se do divadla vrátil Karel Třešňák a uvedl zde Šamberkovu hru J. K. Tyl a dále několik činoherních inscenací pro lidové publikum. Angažoval např. mladou Janu Ebertovou.

## Zánik divadla
Divadlo se pod druhým Třešňákovým vedením v sezóně 1939/1940 postupně dostalo opět do finančních potíží a dne 1. května 1940 bylo nakonec uzavřeno.. V divadelním sále pak v letech 1940–1944 působilo Moderní divadlo vedené podnikatelem a režisérem Velké operety Jiřím Koldovským, který byl po osvobození v roce 1945 odstraněn z vedení. Moderní divadlo bylo nakonec stejně v tomtéž roce zrušeno.

## Citát
| „                            | Čtyřleté angažování u ředitele Třešňáka cením si prozatím nejvýše. Přestože toto divadlo bylo fabrikou na premiéry, kde jsem absolvoval až třiačtyřicet představení do měsíce, obsazován poslední dva roky nejčelnějšími rolemi za poměrně nízkou gáži, budu na ně vždycky rád vzpomínat jako na divadlo, které z malých prostředků dělalo dobrý lidový repertoár a dalo herci možnost se uplatnit a vyhrát. | “ |
| — Rudolf Hrušínský nejstarší | |   |

## Repertoár, výběr
- 1928 Jiří Mahen: Ulička odvahy
- 1928 Ugo Falena: Poslední vévoda
- 1928 Molière: Lakomec
- 1928 František Zavřel: Vítěz nad oceánem
- 1931 Ignát Herrmann, František Cimler: Matka Kráčmerka[9]
- 1938 F. E. Šaman: Na jedné lodi, režie Milan Svoboda
- 1938 Rudolf Piskáček: Táta dlouhán
- 1938 Rudolf Piskáček: Tulák
- 1939 Ignát Herrmann, Růžena Pohorská: Kondelík a zeť Vejvara
- 1939 Jan Gollwell: Anička neviňátko
- 1939 F. F. Šamberk: Josef Kajetán Tyl
- 1940 Vilém Werner: Zuzana hraje vabank
- 1940 K. Lužanská: Kutilová žení syna
- 1940 Malé štěstí ve velkém městě (25 repríz)